# Ilha de Luanda
A Ilha do Cabo, mais conhecida por Ilha de Luanda,  é um cordão litoral, em Angola, composto por uma estreita língua de terra com 7 km de comprimento que, separando a cidade de Luanda do Oceano Atlântico, cria a Baía de Luanda.
A Ilha de Luanda, ou simplesmente A Ilha como a chamam os habitantes de Luanda, encontra-se ligada à cidade por um pequeno istmo no sopé da Fortaleza de São Miguel. É por excelência o local de divertimento e lazer dos luandenses e das demais pessoas que desejam conhecer a ilha do cabo, podendo aqui encontrar-se uma grande variedade de equipamentos turísticos, dos bares aos restaurantes junto ao mar e das discotecas aos hotéis, sem esquecer os mercados de rua, as inevitáveis praias e a marina.
Na ilha está localizada a Igreja da Nossa Senhora do Cabo, a mais antiga de Angola, fundada em 1575 pelos quarenta portugueses que viviam na ilha antes da mudança da cidade de Luanda para o continente, feita por Paulo Dias de Novais.
A Ilha de Luanda faz parte do município de Luanda, na província de mesmo nome, sendo administrativamente parte do bairro Da Ilha e do distrito urbano da Ingombota.

## Origem do nome
Cerca de 1570, Duarte Lopes escreveu, na sua "Relação do Reino do Congo e das Terras Circunvizinhas", que o lugar chamava-se "Loanda, que quer dizer, naquela língua, terra rasa, sem montes e baixa", levando a concluir que o local se chamaria assim por ser um areal raso. No entanto, estudos etimológicos da palavra levam a outra conclusão.
Seguindo o princípio da derivação das línguas bantas, o prefixo lu é aplicado em palavras que descrevem regiões alagadas, como ilhas, braços e bacias de rios etc., seguido da estilização ortográfica das características topológicas dessa região. Dessa forma, surge a palavra luando, que, por se referir a uma ilha, um vocábulo feminino, ao ser aportuguesada deu o actual "Luanda", vocábulo obtido através da  aglutinação de lu + (nd)ando, onde ando é o étimo comprimido de ndandu, que significa "mercadorias", "objecto de comércio", "valores" etc., relativo aos produtos retirados da ilha, como o peixe ou os pequenos búzios (cauris) ali apanhados, normalmente conhecidos como njimbo ou zimbo e que eram a moeda corrente do Reino do Congo. Segundo este estudo, a ilha teria o nome de Luando por ser um local de comércio situado num areal.
Uma outra versão refere que o nome deriva de "axiluandas" (homens do mar), nome supostamente dado pelos portugueses aos habitantes da ilha, porque, quando ali chegaram e lhes perguntaram o que estavam a fazer, estes teriam respondido uwanda, um vocábulo que, em quimbundo, significa "trabalhar com redes de pesca".

## História
No século XVI, Duarte Lopes e Filippo Pigafetta descreviam a ilha desta maneira:
| “ | Após o Rio Coanza jaz o porto de Loanda, que está em 10 graus de largura, formado, como se disse, por uma ilha chamada Loanda, que quer dizer, naquela língua, terra raza, sem montes e baixa, que ela pouco se alevanta sobre o Oceano, e é feita da areia e vaza do mar e do Rio Coanza, encontrando-se os seus cursos, e caindo ali no fundo a matéria; terá de comprimento 20 milhas e de largura, quando muito, uma milha, e, em alguns lugares, um tiro de arco somente; e coisa maravilhosa é que naquela areia, cavando-se dois ou três palmos de fundo, se acha água doce, a melhor daquelas comarcas; e sucede nela um efeito estranho; pois, como o Oceano baixa, aquela água se torna um pouco salgada, porém, logo que sobe de todo, é dulcíssima: coisa que na Ilha de Cádiz, em Espanha, segundo o testemunho de Estrabão, assim acontecia. | ” |

Cerca de 1844, Arsénio Pompílio Pompeu de Carpo, madeirense exilado em Angola, onde se dedicava ao comércio de escravos, morador na Ilha de Luanda, doou a sua casa e quinta nessa ilha para a construção do Hospital da Estação Naval, oferta que foi recusada pelo Governador Geral de Angola, com os devidos agradecimentos, por já estar estabelecido o Hospital Flutuante em Luanda.
A ilha de Luanda era uma imensa barreira natural de separação do oceano Atlântico, que se estendia até a Corimba, nas proximidades do rio Vala da Samba, até a primeira metade do século XX, quando o canal natural que formava a grande baía de Luanda foi terraplanado para a construção de uma passagem da avenida 4 de Fevereiro. Assim, a avenida separou a porção norte da porção sul da baía de Luanda, formando um novo acidente geográfico, que recebeu o nome de baía da Samba, mas com características de estuário. A porção sul da ilha de Luanda ainda fraturou-se em duas novas penínsulas, virando a ponta da Chicala (norte) e a ponta da Corimba (sul).

## Habitantes

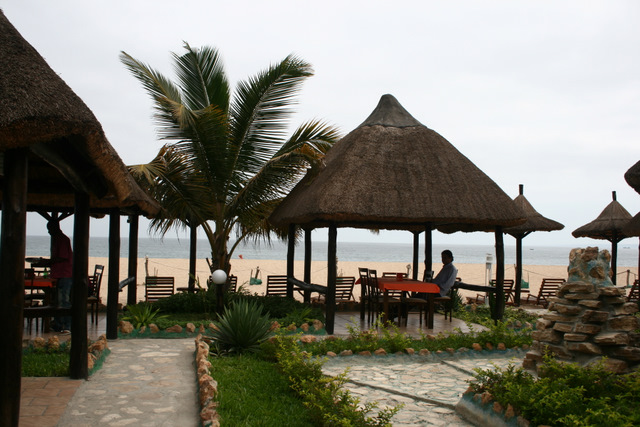
Cabanas de colmo para os turistas na Ilha de Luanda.

Os habitantes originais da ilha são os axiluanda (ou axilwanda), um subgrupo dos ambundos, em tempos súbditos do rei do Congo. Os seus descendentes, os "pescadores da ilha", guardam até hoje alguns hábitos tradicionais.

## Cultura
Muitas mulheres usam penteados trançados, missangas nos pulsos e ao pescoço e as bessanganas, traje tradicional feito com tecidos coloridos. No mês de novembro comemora-se a Festa da Quianda (ou Kianda), ritual de veneração à divindade das águas, protectora dos pescadores, bem como a Procissão à Nossa Senhora do Cabo.
São também típicos da ilha os pratos mufete e muzongué (um tipo de caldo).
O grupo de carnaval União Mundo da Ilha, foi fundado em 1968 pelos habitantes indígenas e é um dos grupos de Carnaval mais antigos de Luanda. O grupo possui na sua galeria 12 títulos e usa nos seus numero danças populares como a Varina e o Semba e canções em língua quimbundo. Tem na sua constituição mais de duas mil pessoas, entre pescadores, quitandeiras e peixeiras.
Na ilha também se encontram dois clubes náuticos históricos, o Clube Náutico da Ilha de Luanda e o Clube Naval de Luanda. É um dos centros de difusão e ensino da arte marcial tradicional angolana bassula.